# 王大賓
王大賓（1941年9月14日—2019年6月26日），四川省西昌地區德昌縣人。在文化大革命初期，時為北京地質學院學生的王大賓是北京紅衛兵造反派五大領袖之一。

## 生平
1966年大學畢業前夕投入“造反運動”，成為「北京地質學院東方紅公社」主要負責人。曾参与迫害彭德怀的活动。
1968年到成都探礦機械廠工作。1971年被押解至北京地質學院隔離審查，並開除黨籍，期間患有嚴重胃病。1978年又以“反革命罪”被捕，判處有期徒刑九年，關押在武漢第一看守所。1983年獲釋出獄。
於1974年結婚，育有一女，1983年與原配離婚，1988年與醫生劉素芬結婚。后任都江堰市都信凿岩钎具有限公司的总经理，同时还兼任中国钢协钎具协会常务理事，中国岩石破碎学会常务理事。2019年6月26日在成都病逝。

## 扩展阅读
- 王大宾，王大宾回忆录，香港：中国文革历史出版社，2015
- （简体中文）红卫兵领袖王大宾：干的实事弥补不了造成的损失 （页面存档备份，存于）